# Bitwa pod Hołowczynem
Bitwa pod Hołowczynem – starcie zbrojne, które miało miejsce 14 lipca 1708 roku podczas Wielkiej Wojny Północnej.
Bitwa stoczona została między armią rosyjską (39 000 żołnierzy) dowodzoną przez feldmarszałka Borysa Szeremietewa, a armią szwedzką (12 500 żołnierzy), na której czele stał król Szwecji Karol XII. Pomimo przeszkód naturalnych i przewagi liczebnej nieprzyjaciela (także w artylerii), Szwedzi odnieśli znakomite zwycięstwo, zaliczane do najwybitniejszych osiągnięć Karola XII.

## Wstęp
Po wieloletnich gonitwach na terenie Rzeczypospolitej i Saksonii król Szwecji Karol XII nie mógł już sobie pozwolić na dalsze lekceważenie odnoszącej coraz poważniejsze sukcesy Rosji. Ruszył więc na wschód, licząc, że i tym razem szybko pokona przeciwnika. Najlepszą drogą do wnętrza Rosji była długa trasa z Grodna przez Mińsk i Smoleńsk. Na drodze ze Smoleńska do Moskwy nie było już żadnej większej rzeki, przez którą trzeba by się przeprawiać. Karol XII wybrał jednak krótszą, ale za to trudniejszą trasę przez rzeki Berezynę i Druć. Armia szwedzka w czerwcu 1708 roku opuściła swe zimowe kwatery leżące w pobliżu Radoszkowic i ruszyła wybraną przez swego króla trasą. Trudny teren i panująca wtedy fatalna pogoda w ogromnym stopniu utrudniały marsz szwedzkich żołnierzy.
Wybór tak nieoczekiwanej marszruty zmylił Rosjan, którzy nie potrafili odgadnąć rzeczywistych zamiarów armii szwedzkiej. Na domiar złego wobec braku cara Piotra I dowodzący armią rosyjską feldmarszałek Borys Szeremietew musiał borykać się z rywalizującym z nim Aleksandrem Mienszykowem. Po naradzie wojennej postanowiono cofnąć rosyjską linię obrony do rzeki Dniepr. W czerwcu i lipcu armia rosyjska częściami przerzucona została w rejon rzeki Wabicz, bagnistego dopływu rzeki Druć.
Główna część armii rosyjskiej uszykowana została wokół wioski Wasilki, na wschód i po drugiej stronie rzeki Wabicz patrząc od strony Hołowczyna. Mosty na rzece Wabicz ufortyfikowano, a przeprawy przez nie broniła artyleria. Na południu rozwinął swe wojska generał Anikita Repnin, po czym zajął ufortyfikowaną pozycję w odległości 3 kilometrów na południowy wschód. Między tymi dwoma ufortyfikowanymi obozami wojsk rosyjskich znajdował się bagnisty teren, który nie mógł być ufortyfikowany.
Szwedzi spokojnie obserwowali rozwijających się wzdłuż rzeki Wabicz Rosjan. Począwszy od 10 lipca szwedzkie regimenty przystąpiły do zakładania obozu na wzniesieniach leżących na zachód od Hołowczyna. Karol XII i jego podkomendni zauważyli lukę w rosyjskich fortyfikacjach i przygotowali plan ataku. Wkroczenie wojsk szwedzkich na bagnisty teren leżący między rosyjskimi obozami byłoby nie tylko nieoczekiwanym dla nieprzyjaciela manewrem, ale doprowadziło by także do podziału rosyjskich sił na dwie części. By akcja taka mogła się zakończyć powodzeniem, powinna zostać przeprowadzona pod osłoną nocy.

## Bitwa
O północy 14 lipca Szwedzi zaczęli w ciszy przemieszczać się w kierunku rzeki. Piechota szwedzka niosła ze sobą faszyny, by ułatwić sobie przejście przez nasiąkniętą wodą trasę do rzeki Wabicz, przez którą następnie miała przeprawić się po mostach skonstruowanych ze skórzanych pontonów. Jednak intensywny deszcz spowodował, że pontony stały się za ciężkie do niesienia i musiały zostać z tyłu. O godzinie 2:30 Rosjanie zaalarmowani zostali przez szwedzką artylerię, która rozpoczęła ostrzeliwanie terenu po przeciwnej stronie rzeki. Powodzenie Szwedów zależało teraz od tego, jak wielkie siły zdążą przeprawić przez rzekę bez pomocy pontonów zanim nadejdą siły rosyjskie. Król Szwecji Karol XII ze zwykłą dla siebie brawurą osobiście prowadził atak idąc na czele przed frontem swoich wojsk i dla przykładu jako pierwszy wszedł w nurt rzeki Wabicz.
Generał Repnin wkrótce zauważył zagrożenie ze strony szwedzkiego klina tworzącego się między dwoma rosyjskimi obozami i rozkazał swym żołnierzom zwinąć obóz i ruszyć na północ w kierunku obozu Szeremietewa. Pięć szwedzkich batalionów stawiło twardy opór, by nie dopuścić do połączenia się sił rosyjskich. Szeremietew, słysząc odgłosy walki, wysłał w kierunku pozycji Repnina posiłki, lecz Szwedzi zdążyli już przeprawić na tyle duże siły, by uniemożliwić połączenie się wojsk Repnina z nadchodzącymi posiłkami. Repnin został wkrótce zmuszony do wycofania swych sił w kierunku wschodnim i południowym. Szwedzka kawaleria przeprawiła się przez rzekę zaraz po piechocie i przepędziła rosyjską jazdę w kierunku południowym.
Siły Szeremietewa wciąż stały, patrząc od strony Hołowczyna, po drugiej stronie rzeki. Od wielu godzin były w pełnej gotowości, sądząc, że atak na wojska Repnina to jedynie pozór, a główne szwedzkie uderzenie w końcu i tak ruszy na nich. Szeremietew był przekonany, że szwedzki atak będzie prowadzony z kierunku, gdzie leżało miasto Holowczyn. W końcu zniecierpliwiony Szeremietew przejął inicjatywę i zaatakował pozostawiony niemal bez obrony obóz szwedzki, który leżał na zachód od jego pozycji.
Jednak gdy dotarła do niego wieść o klęsce Repnina, Szeremietew nie zamierzał czekać, aż Szwedzi uderzą na jego tyły, lecz natychmiast rozpoczął odwrót w kierunku Szkłowa.

## Po bitwie
Zwycięstwo pozwoliło Szwedom dotrzeć do linii Dniepru, a obszar wokół Mohylewa mógł być teraz użyty jako baza dla operacji w walce z Rosją. Nie udało się jednak zniszczyć armii rosyjskiej, której większa część zdołała ujść z pogromu. W bitwie Szwedzi stracili 265 zabitych i 1 028 rannych, natomiast pobici Rosjanie – 977 zabitych i 675 rannych.